# Liste der Baudenkmale in Bad Bentheim
In der Liste der Baudenkmale in Bad Bentheim sind alle Baudenkmale der niedersächsischen Stadt Bad Bentheim aufgelistet. Die Quelle der Baudenkmale ist der Denkmalatlas Niedersachsen. Der Stand der Liste ist der 17. November 2022.

## Allgemein
In den Spalten befinden sich folgende Informationen:
- Lage: die Adresse des Baudenkmales und die geographischen Koordinaten. Kartenansicht, um Koordinaten zu setzen. In der Kartenansicht sind Baudenkmale ohne Koordinaten mit einem roten Marker dargestellt und können in der Karte gesetzt werden. Baudenkmale ohne Bild sind mit einem blauen Marker gekennzeichnet, Baudenkmale mit Bild mit einem grünen Marker.
- Bezeichnung: Bezeichnung des Baudenkmales
- Beschreibung: die Beschreibung des Baudenkmales. Unter § 3 Abs. 2 NDSchG werden Einzeldenkmale und unter § 3 Abs. 3 NDSchG Gruppen baulicher Anlagen und deren Bestandteile ausgewiesen.
- ID: die Objekt-ID des Baudenkmales
- Bild: ein Bild des Baudenkmales, ggf. zusätzlich mit einem Link zu weiteren Fotos des Baudenkmals im Medienarchiv Wikimedia Commons. Wenn man auf das Kamerasymbol klickt, können Fotos zu Baudenkmalen aus dieser Liste hochgeladen werden:

## Bad Bentheim
| Lage                                                                | Bezeichnung                         | Beschreibung | ID       | Bild           |
| ------------------------------------------------------------------- | ----------------------------------- | --- | -------- | -------------- |
| Am Bahnhof 8 52° 18′ 33″ N, 7° 9′ 24″ O                             | Speditionsgebäude                   | | 36041675 |                |
| Am Bahnhof 8 52° 18′ 33″ N, 7° 9′ 25″ O                             | Garage                              | | 36046356 | BW             |
| Am Bismarkplatz 52° 18′ 7″ N, 7° 9′ 29″ O                           | Platzanlage                         | | 36042027 |                |
| Am Bismarkplatz 52° 18′ 7″ N, 7° 9′ 30″ O                           | Bismarckdenkmal                     | | 36041702 |                |
| Am Bismarkplatz 52° 18′ 7″ N, 7° 9′ 31″ O                           | Stützmauern                         | | 36046573 |                |
| Am Bismarkplatz 52° 18′ 7″ N, 7° 9′ 28″ O                           | Treppenanlage                       | | 36047476 | BW             |
| Am Bismarkplatz 52° 18′ 7″ N, 7° 9′ 29″ O                           | Baumbestand                         | | 36047703 |                |
| Am Bismarkplatz 1 52° 18′ 6″ N, 7° 9′ 32″ O                         | Wohn-/ Geschäftshaus                | | 36041727 |                |
| Am Bismarkplatz 3 52° 18′ 6″ N, 7° 9′ 29″ O                         | Wohn-/ Geschäftshaus                | | 36041751 |                |
| Am Herrenberg 52° 18′ 7″ N, 7° 9′ 22″ O                             | Kriegerdenkmal                      | | 36043498 |                |
| Am Herrenberg 1 52° 18′ 6″ N, 7° 9′ 23″ O                           | Wohnhaus                            | | 36042559 |                |
| Am Herrenberg 3 52° 18′ 6″ N, 7° 9′ 21″ O                           | ehem. Landwirtschaftsschule         | | 36042503 |                |
| Am Wasserturm 3 52° 18′ 6″ N, 7° 9′ 41″ O                           | ehem.Gesundheitsamt (Stadtbücherei) | | 36041801 |                |
| Am Wasserturm 12 52° 18′ 6″ N, 7° 9′ 42″ O                          | Landständisches Haus                | | 36041825 |                |
| Am Wasserturm 26 52° 18′ 7″ N, 7° 10′ 0″ O                          | Windmühle                           | | 36041777 |                |
| An den Bergkämpen 52° 18′ 7″ N, 7° 10′ 32″ O                        | Alter jüdischer Friedhof            | Alter jüdischer Friedhof mit 32 Grabsteinen auf langgestrecktem Bergrücken gelegen. Grabsteine einseitig hebräisch beschriftet. Alter Baumbestand. Hügelige Anlage durch Maschendrahtzaun und Gittertor eingefriedet.                    | 36044038 |                |
| An der Freilichtbühne (B 403, km 17,199) 52° 18′ 12″ N, 7° 11′ 2″ O | Straßenbrücke                       | | 36041851 | BW             |
| Bahnhofstraße 52° 18′ 32″ N, 7° 9′ 37″ O                            | Kaiser–Wilhelm–Denkmal              | | 36044999 | BW             |
| Bahnhofstraße 52° 18′ 35″ N, 7° 9′ 34″ O                            | Schlageter–Denkmal                  | | 36045155 | BW             |
| Bahnhofstraße 2 52° 18′ 9″ N, 7° 9′ 34″ O                           | Rathaus                             | | 36041878 |                |
| Bahnhofstraße 3 52° 18′ 9″ N, 7° 9′ 34″ O                           | Gaststätte „Altes Museum“           | | 36041904 |                |
| Bahnhofstraße 5 52° 18′ 11″ N, 7° 9′ 36″ O                          | Wohnhaus                            | | 36041928 |                |
| Bahnhofstraße 7 52° 18′ 14″ N, 7° 9′ 36″ O                          | Forst-/Rentamt, ehem.               | | 36041951 |                |
| Bahnhofstraße 9 52° 18′ 16″ N, 7° 9′ 36″ O                          | Wohnhaus                            | | 36041978 |                |
| Burgsteinfurter Damm 52° 15′ 54″ N, 7° 11′ 48″ O                    | Grenzstein                          | | 36042053 | BW             |
| Burgsteinfurter Damm 52° 15′ 54″ N, 7° 12′ 2″ O                     | Grenzstein                          | | 36044974 | BW             |
| Burgsteinfurter Damm 52° 15′ 53″ N, 7° 12′ 14″ O                    | Grenzstein                          | | 36044448 | BW             |
| Gut Langen 1 52° 18′ 3″ N, 7° 8′ 22″ O                              | Haus Langen (Herrenhaus)            | | 36042364 | BW             |
| Gut Langen 1 52° 18′ 3″ N, 7° 8′ 21″ O                              | Haus Langen (Seitenflügel)          | | 36042390 | BW             |
| Gut Langen 1 52° 18′ 11″ N, 7° 8′ 19″ O                             | Haus Langen (Allee)                 | | 36042338 | BW             |
| Felsenstiege 52° 18′ 5″ N, 7° 9′ 42″ O                              | Pflasterung                         | | 36046097 | BW             |
| Funkenstiege 52° 18′ 9″ N, 7° 9′ 18″ O                              | Pflasterung                         | | 36042080 | BW             |
| Funkenstiege 1 52° 18′ 10″ N, 7° 9′ 17″ O                           | Fürstliche Gärtnerwohnung           | | 36042103 |                |
| Funkenstiege 2 52° 18′ 10″ N, 7° 9′ 16″ O                           | Heuerhaus                           | | 36042131 |                |
| Funkenstiege 3 52° 18′ 11″ N, 7° 9′ 16″ O                           | Gaststätte „Alt Bentheim“           | | 36042187 |                |
| Funkenstiege 4 52° 18′ 11″ N, 7° 9′ 15″ O                           | Gaststätte „Ritterschänke“          | | 36042159 |                |
| Gartenstraße 2 52° 18′ 4″ N, 7° 9′ 36″ O                            | Dree'scher Hof (Wohnhaus)           | | 36042217 |                |
| Gartenstraße 2a 52° 18′ 4″ N, 7° 9′ 37″ O                           | Dree'scher Hof (Nebengebäude)       | | 36042267 |                |
| Gartenstraße 2a 52° 18′ 4″ N, 7° 9′ 35″ O                           | Dree'scher Hof (Einfriedung)        | | 36042243 | BW             |
| Gildehauser Straße 52° 18′ 7″ N, 7° 9′ 1″ O                         | Pflasterung                         | | 36042293 |                |
| Großfeldstiege 52° 18′ 5″ N, 7° 9′ 34″ O                            | Einfassungsmauern                   | | 36042315 |                |
| Heeresstraße 8 52° 18′ 6″ N, 7° 8′ 59″ O                            | „Haus Westerhoff“                   | | 36042469 |                |
| Heeresstraße 8 52° 18′ 6″ N, 7° 9′ 0″ O                             | „Haus Westerhoff“ (Nebengebäude)    | | 36046828 | BW             |
| Heeresstraße 10 52° 18′ 5″ N, 7° 8′ 59″ O                           | Wohnhaus                            | | 36045046 |                |
| Hilgenstiege 52° 18′ 29″ N, 7° 8′ 37″ O                             | Eisenbahnbrücke                     | | 38291757 | BW             |
| Hilgenstiege 52° 18′ 20″ N, 7° 8′ 37″ O                             | Eisenbahnbrücke                     | | 38291189 | BW             |
| Hilgenstiege 52° 18′ 10″ N, 7° 8′ 53″ O                             | Neuer jüdischer Friedhof            | Der Neue jüdische Friedhof ist eine verschlossene Anlage auf kleinem Hanggrundstück zwischen zwei Wohnhäusern. Mit Heckeneinfriedung, zweiflügeligem Gittertor und altem Baumbestand. 45 Grabsteine aus der Zeit zwischen 1874 und 1931. | 36044762 | BW             |
| Hofstiege 2 52° 18′ 12″ N, 7° 9′ 13″ O                              | Johannes Baptist Kirche             | | 36042529 | Weitere Bilder |
| Hofstiege 2 52° 18′ 12″ N, 7° 9′ 12″ O                              | Johannes Baptist Friedhof           | | 36042583 | BW             |
| Hofstiege 2 52° 18′ 11″ N, 7° 9′ 15″ O                              | Johannes Baptist Einfriedung        | | 36047044 | BW             |
| Hofstiege 10 52° 18′ 10″ N, 7° 9′ 5″ O                              | Wohnhaus                            | | 36042609 |                |
| Im Stegehoek 52° 18′ 1″ N, 7° 10′ 0″ O                              | Trafostation                        | | 36042664 |                |
| Kathagen 10 52° 18′ 5″ N, 7° 9′ 46″ O                               | Wohnhaus                            | | 36045335 |                |
| Kirchstraße 52° 18′ 4″ N, 7° 9′ 25″ O                               | Pflasterung                         | | 36042772 |                |
| Kirchstraße 52° 18′ 4″ N, 7° 9′ 20″ O                               | Trafostation                        | | 36042689 |                |
| Kirchstraße 52° 18′ 3″ N, 7° 9′ 27″ O                               | St. Johannes (Kirche)               | | 36042714 | Weitere Bilder |
| Kirchstraße 52° 18′ 3″ N, 7° 9′ 25″ O                               | St. Johannes (Friedhof)             | | 36042744 |                |
| Kirchstraße 4 52° 18′ 4″ N, 7° 9′ 32″ O                             | Wohnhaus                            | | 36042795 |                |
| Kirchstraße 12 52° 18′ 4″ N, 7° 9′ 26″ O                            | Schule                              | | 36042820 |                |
| Kirchstraße 19 52° 18′ 1″ N, 7° 9′ 24″ O                            | St. Johannes (Altes Pfarrhaus)      | | 36042849 |                |
| Kipkerstiege 52° 18′ 3″ N, 7° 9′ 17″ O                              | Pflasterung                         | | 36041445 | BW             |
| Mauerstiege 52° 18′ 4″ N, 7° 9′ 5″ O                                | Pflasterung                         | | 36042875 |                |
| Niehausstiege 52° 18′ 5″ N, 7° 9′ 32″ O                             | Pflasterung                         | | 36042899 |                |
| Niehausstiege 3 52° 18′ 5″ N, 7° 9′ 32″ O                           | Wohnhaus                            | | 36042922 |                |
| Ochtruper Straße 4 52° 18′ 5″ N, 7° 9′ 39″ O                        | Wohn-/ Geschäftshaus                | | 36045074 | BW             |
| Ochtruper Straße 16 52° 18′ 4″ N, 7° 9′ 43″ O                       | Wohn-/ Geschäftshaus                | | 40419689 | BW             |
| Ochtruper Straße 18 52° 18′ 3″ N, 7° 9′ 45″ O                       | Franziskushospital                  | | 36042948 |                |
| Ochtruper Straße 18 52° 18′ 3″ N, 7° 9′ 46″ O                       | Franziskushospital (Einfriedung)    | | 36046758 | BW             |
| Ochtruper Straße 34a 52° 18′ 2″ N, 7° 9′ 54″ O                      | Wohnhaus                            | | 36042997 |                |
| Ochtruper Straße 35 52° 18′ 2″ N, 7° 10′ 3″ O                       | Lagerhaus                           | | 36045531 |                |
| Ohner Diek 52° 17′ 34″ N, 7° 11′ 18″ O                              | Straßenbrücke                       | | 36046051 | BW             |
| Ostend 8 52° 18′ 1″ N, 7° 10′ 10″ O                                 | Villa                               | | 36045361 |                |
| Östliche Hellendornstiege 52° 18′ 4″ N, 7° 9′ 24″ O                 | Pflasterung                         | | 36043021 |                |
| Östliche Hellendornstiege 52° 18′ 4″ N, 7° 9′ 24″ O                 | Baumbestand                         | | 36047725 |                |
| Poststiege 52° 18′ 7″ N, 7° 9′ 24″ O                                | Pflasterung                         | | 36043045 | BW             |
| Professor-Prakke-Straße 1 52° 18′ 35″ N, 7° 9′ 37″ O                | Bentheimer Eisenbahn–Direktion      | | 36042001 |                |
| Püttenstiege 52° 18′ 1″ N, 7° 9′ 5″ O                               | Pflasterung                         | | 36043067 | BW             |
| Reuterstiege 52° 18′ 7″ N, 7° 9′ 26″ O                              | Pflasterung                         | | 36043090 |                |
| Schloßstraße 52° 18′ 7″ N, 7° 9′ 21″ O                              | Pflasterung                         | | 36043522 |                |
| Schloßstraße 1 52° 18′ 7″ N, 7° 9′ 38″ O                            | ehem. Landratsamt (Finanzamt)       | | 36042974 |                |
| Schloßstraße 2 52° 18′ 6″ N, 7° 9′ 36″ O                            | Kreissparkasse                      | | 36043544 |                |
| Schloßstraße 9 52° 18′ 8″ N, 7° 9′ 17″ O                            | Haus Lindemann (Alte Post)          | | 36045179 |                |
| Schloßstraße 18 52° 18′ 7″ N, 7° 9′ 25″ O                           | Postamt                             | | 36043569 |                |
| Schloßstraße 28 52° 18′ 6″ N, 7° 9′ 11″ O                           | Haus Stoltenkamp (Kreismuseum)      | | 36043593 |                |
| Schloßstraße 28 52° 18′ 7″ N, 7° 9′ 11″ O                           | Sandsteineinfriedung                | | 36046644 | BW             |
| Schloßstraße 28a 52° 18′ 6″ N, 7° 9′ 10″ O                          | Haus Gerlach (Kreismuseum)          | | 36043622 |                |
| Schloßstraße 28a 52° 18′ 6″ N, 7° 9′ 9″ O                           | Einfriedung                         | | 36046997 | BW             |
| Schloßstraße 28a 52° 18′ 6″ N, 7° 9′ 9″ O                           | Baumbestand                         | | 36047678 | BW             |
| Schüttorfer Straße 52° 18′ 9″ N, 7° 9′ 40″ O                        | Martin-Luther-Kirche                | | 36043695 | Weitere Bilder |
| Schüttorfer Straße 1 52° 18′ 10″ N, 7° 9′ 37″ O                     | Wohnhaus                            | | 36043720 | Weitere Bilder |
| Schüttorfer Straße 10 52° 18′ 10″ N, 7° 9′ 47″ O                    | Finanzamt                           | | 36043743 |                |
| Schoppenstiege 52° 18′ 4″ N, 7° 9′ 10″ O                            | Pflasterung                         | | 36043671 |                |
| Stoltenkampstraße 52° 18′ 6″ N, 7° 9′ 2″ O                          | Pflasterung                         | | 36043768 |                |
| Stoltenkampstraße 9 52° 18′ 5″ N, 7° 9′ 9″ O                        | Wohnhaus                            | | 36045385 |                |
| Weinkellerstiege 52° 18′ 5″ N, 7° 9′ 31″ O                          | Pflasterung                         | | 36043814 |                |
| Wilhelmstraße 52° 18′ 3″ N, 7° 9′ 11″ O                             | Pflasterung                         | | 36043858 |                |
| Wilhelmstraße 3 52° 18′ 6″ N, 7° 9′ 26″ O                           | Wohnhaus                            | | 36043880 |                |
| Wilhelmstraße 11 52° 18′ 4″ N, 7° 9′ 22″ O                          | Druckerei                           | | 36043927 |                |
| Wilhelmstraße 11 52° 18′ 4″ N, 7° 9′ 23″ O                          | Wohnhaus                            | | 36043903 |                |
| Wilhelmstraße 21 52° 18′ 4″ N, 7° 9′ 17″ O                          | ehem. Ackerbürgerhaus               | | 36045797 |                |
| Wilhelmstraße 27 52° 18′ 4″ N, 7° 9′ 15″ O                          | Wohnhaus                            | | 36044011 |                |
| Wilhelmstraße 27 52° 18′ 4″ N, 7° 9′ 15″ O                          | Wintergarten                        | | 36046402 | BW             |
| Wilhelmstraße 29 52° 18′ 3″ N, 7° 9′ 14″ O                          | Wohnhaus                            | | 36044064 |                |
| Wilhelmstraße 33 52° 18′ 3″ N, 7° 9′ 11″ O                          | Pension Schloßblick                 | | 36044096 |                |
| Wilhelmstraße 39 52° 18′ 2″ N, 7° 9′ 8″ O                           | Wohnhaus                            | | 36044120 |                |
| Wittkampstiege 52° 18′ 5″ N, 7° 9′ 28″ O                            | Pflasterung                         | | 36044143 |                |

### Bentheimer Schloss
| Lage                                    | Bezeichnung      | Beschreibung | ID       | Bild           |
| --------------------------------------- | ---------------- | --- | -------- | -------------- |
| Schloßstraße 52° 18′ 9″ N, 7° 9′ 30″ O  | Vorburg          | Abgegrenzte Anlage mit altem Baumbestand und Balusterbrüstung, ursprünglich 1736 gestaltet. Östlich der Burganlage zwischen Oberem und Unterem Torhaus gelegen. Heute parkartiges Areal mit Prinzessinnengarten/Krautgarten in der östlichen Hälfte. | 36043359 |                |
| Schloßstraße 52° 18′ 9″ N, 7° 9′ 29″ O  | Unteres Tor      | Zweigeschossiger Massivbau mit ziegelgedecktem Walmdach und schmaler Querdurchfahrt als Rundbogenöffnung, das OG auf die Burgmauer aufgesetzt. Im Kern wohl 16. Jh., 1680 überformt. Östlich der Burganlage und südlich der Vorburg gelegen. Die ehemalige Wache an gleicher Stelle als eingeschossiger Massivbau aus dem 18. Jh. gelegen und überbaut. | 36043139 | Weitere Bilder |
| Schloßstraße 52° 18′ 9″ N, 7° 9′ 26″ O  | Schloss Bentheim | Solitäre Lage des Bad Bentheimer Schlosses auf einem Felsenberg, Erschließung durch äußeres und inneres Burgtor in den mächtigen, im Kern mittelalterlichen Ringmauern, die die ausgedehnten und vielfältigen Baugruppen mit den zinnenbewehrten Türmen der scheinbar aus dem Fels wachsenden Burg verbinden                                            | 36043307 | Weitere Bilder |
| Schloßstraße 52° 18′ 9″ N, 7° 9′ 25″ O  | Pulverturm       | Im Südosten der Burganlage gelegener Turm über quadratischem Grundriss, Quadermauerwerk, Zinnenkranz auf Bogenfries leicht vorkragend, vier Ecktürmchen. Errichtet im Kern wohl im 15. Jh. als Bergfried. Im 16. Jh. und 1706 renoviert. | 36043223 | Weitere Bilder |
| Schloßstraße 52° 18′ 8″ N, 7° 9′ 23″ O  | Terrassenanlage  | Dreistufige Terrassenanlage mit hohen Stützmauern und gegossenem Brüstungsgeländer. Am südlichen Burgfelsen gelegen und dem Marstall vorgelagert. | 36043413 | BW             |
| Schloßstraße 52° 18′ 13″ N, 7° 9′ 26″ O | Schlosspark      | Barocke Anlage von 1694-1713 mit großem Gartenparterre, Mauern, Portalen und Wasserbassins, nördlich des Schlosses anschließend. Der Schlosspark als Gesamtanlage in Zusammenhang mit dem Jagdstern und den Kuranlagen konzipiert. | 36043438 | Weitere Bilder |
| Schloßstraße 52° 18′ 8″ N, 7° 9′ 20″ O  | Löwendenkmal     | | 36043114 | Weitere Bilder |

### Kuranlage
| Lage                              | Bezeichnung        | Beschreibung | ID       | Bild |
| --------------------------------- | ------------------ | ------------ | -------- | ---- |
| Am Bade 52° 19′ 2″ N, 7° 9′ 51″ O | Kurhaus            |              | 36041647 |      |
| Am Bade 52° 19′ 4″ N, 7° 9′ 54″ O | Brunnenhaus        |              | 36041586 |      |
| Am Bade 52° 19′ 4″ N, 7° 9′ 52″ O | Haus des Kurgastes |              | 36041618 |      |
| Am Bade 52° 19′ 7″ N, 7° 9′ 51″ O | Badehaus           |              | 36041558 |      |
| Am Bade 52° 19′ 5″ N, 7° 9′ 49″ O | Wandelhalle        |              | 36046426 |      |
| Am Bade 52° 19′ 5″ N, 7° 9′ 46″ O | Alte Remise        |              | 36041502 | BW   |
| Am Bade 52° 19′ 3″ N, 7° 9′ 59″ O | Kurpark            |              | 36045884 |      |

## Gildehaus
| Lage                                              | Bezeichnung                      | Beschreibung | ID       | Bild           |
| ------------------------------------------------- | -------------------------------- | --- | -------- | -------------- |
| Am Kriegerdenkmal 52° 17′ 51″ N, 7° 5′ 56″ O      | Gedenkstätte                     | | 36044192 | BW             |
| Am Kriegerdenkmal 52° 17′ 50″ N, 7° 5′ 56″ O      | Gedenkstätte (Einfriedung)       | | 36047023 | BW             |
| Am Kriegerdenkmal 52° 17′ 50″ N, 7° 5′ 56″ O      | Kriegerdenkmal                   | | 36044215 | BW             |
| Am Kriegerdenkmal 11 52° 17′ 52″ N, 7° 5′ 54″ O   | Wohnhaus                         | | 36044239 |                |
| Am Kriegerdenkmal 11 52° 17′ 52″ N, 7° 5′ 54″ O   | Querbau                          | | 36046669 | BW             |
| Am Nordhang 14 52° 18′ 6″ N, 7° 6′ 51″ O          | ehem. Steingrubenpächterhaus     | | 36046189 | BW             |
| Am Westhang 52° 17′ 46″ N, 7° 5′ 19″ O            | Jüdischer Friedhof Gildehaus     | Jüdischer Friedhof, 1746 südwestlich von Gildehaus angelegt, mit Maschendrahtzaun eingefriedet. Alter Baumbestand, eingefasste Wegeführung. mit zwölf Grabstellen sowie 19 Grabsteinfragmenten und einem Gedenkstein von 1945. Grabstellen mit Efeu bepflanzt | 36044788 | BW             |
| Auf den Kuhlen 51 52° 18′ 20″ N, 7° 5′ 20″ O      | Wohn-/ Wirtschaftsgebäude        | | 36045406 | BW             |
| Auf den Kuhlen 51 52° 18′ 21″ N, 7° 5′ 19″ O      | Scheune                          | | 36045457 | BW             |
| Auf den Kuhlen 51 52° 18′ 21″ N, 7° 5′ 18″ O      | Stall                            | | 36045432 | BW             |
| Auf den Kuhlen 51 52° 18′ 20″ N, 7° 5′ 19″ O      | Remise                           | | 36045507 | BW             |
| Auf den Kuhlen 51 52° 18′ 20″ N, 7° 5′ 18″ O      | Tabakspeicher                    | | 36045482 | BW             |
| Bergstraße 16 52° 17′ 31″ N, 7° 6′ 25″ O          | ehem. Ackerbürgerhaus            | | 36045669 |                |
| Bergstraße 25 52° 17′ 30″ N, 7° 6′ 35″ O          | Wohn-/ Wirtschaftsgebäude        | | 36044263 | BW             |
| Bergstraße 25 52° 17′ 29″ N, 7° 6′ 35″ O          | Scheune                          | | 36044291 | BW             |
| Bernhard-Hagels-Platz 1 52° 18′ 0″ N, 7° 5′ 45″ O | Villa                            | | 36044320 |                |
| Dorfstraße 2 52° 17′ 35″ N, 7° 6′ 21″ O           | Tischlerei                       | | 36044863 |                |
| Dorfstraße 2a 52° 17′ 35″ N, 7° 6′ 21″ O          | Nebengebäude                     | | 36046025 |                |
| Dorfstraße 2b 52° 17′ 35″ N, 7° 6′ 22″ O          | Nebengebäude                     | | 36044816 |                |
| Dorfstraße 4 52° 17′ 35″ N, 7° 6′ 22″ O           | ehem. Backstube/Speichergebäude  | | 36045130 |                |
| Dorfstraße 6 52° 17′ 34″ N, 7° 6′ 23″ O           | „Gasthof Gildehaus“              | | 36045205 |                |
| Dorfstraße 13 52° 17′ 35″ N, 7° 6′ 25″ O          | Wohn-/ Wirtschaftsgebäude        | | 39167750 | BW             |
| Dorfstraße 16 52° 17′ 33″ N, 7° 6′ 28″ O          | Annakirche                       | | 36044343 | Weitere Bilder |
| Dorfstraße 16 52° 17′ 33″ N, 7° 6′ 30″ O          | Annakirche (Friedhof)            | | 36044374 | BW             |
| Dorfstraße 16 52° 17′ 34″ N, 7° 6′ 26″ O          | Annakirche (Einfriedung)         | | 36047066 | BW             |
| Dorfstraße 29 52° 17′ 34″ N, 7° 6′ 32″ O          | Altes Pastorat                   | | 36044397 | Weitere Bilder |
| Mersch 24 52° 17′ 54″ N, 7° 5′ 55″ O              | Wohnhaus                         | | 36044425 |                |
| Mühlenberg 52° 17′ 36″ N, 7° 6′ 7″ O              | Windmühle (Ostmühle)             | | 36044473 | Weitere Bilder |
| Mühlenberg 52° 17′ 36″ N, 7° 6′ 6″ O              | Windmühle (Ostmühle) Backhaus    | | 36045857 | Weitere Bilder |
| Mühlenberg 9 52° 17′ 42″ N, 7° 5′ 39″ O           | Windmühle (Westmühle)            | | 36044505 | Weitere Bilder |
| Mühlenstraße 15 52° 17′ 37″ N, 7° 6′ 11″ O        | Brunnen                          | | 36044529 | BW             |
| Mühlenstraße 16 52° 17′ 37″ N, 7° 6′ 8″ O         | Brunnen                          | | 36044550 | BW             |
| Mühlenstraße 33 52° 17′ 36″ N, 7° 6′ 18″ O        | Wohn-/ Wirtschaftsgebäude        | | 36045970 |                |
| Mühlenstraße 35 52° 17′ 36″ N, 7° 6′ 20″ O        | Nebengebäude                     | | 36046781 |                |
| Neuer Weg 7 52° 17′ 44″ N, 7° 6′ 8″ O             | Alte reformierte Schule          | | 36044574 |                |
| Neuer Weg 19 52° 17′ 43″ N, 7° 6′ 12″ O           | Villa Hoon                       | | 36044602 |                |
| Neuer Weg 19 52° 17′ 42″ N, 7° 6′ 11″ O           | Einfriedung                      | | 36046972 | BW             |
| Neuer Weg 20 52° 17′ 40″ N, 7° 6′ 12″ O           | Ehem. Kaiserliches Postamt       | | 36045716 |                |
| Neuer Weg 23 52° 17′ 42″ N, 7° 6′ 13″ O           | Wohnhaus                         | | 36045743 |                |
| Neuer Weg 23 52° 17′ 41″ N, 7° 6′ 12″ O           | Vorgarten                        | | 36046496 | BW             |
| Neuer Weg 23 52° 17′ 41″ N, 7° 6′ 13″ O           | Einfriedung                      | | 36047451 | BW             |
| Neuer Weg 38 52° 17′ 36″ N, 7° 6′ 20″ O           | Wohn-/ Geschäftshaus             | | 36045997 |                |
| Olderstiege 52° 17′ 29″ N, 7° 6′ 42″ O            | Einfriedung                      | | 36044945 | BW             |
| Olderstiege 52° 17′ 30″ N, 7° 6′ 43″ O            | Brunnen                          | | 36044917 | BW             |
| Rombergstraße 52° 18′ 9″ N, 7° 6′ 33″ O           | Pflasterung                      | | 36046140 | BW             |
| Teichkamp 24 52° 17′ 38″ N, 7° 6′ 22″ O           | Wohnhaus                         | | 36044633 | BW             |
| Turmstraße 52° 17′ 33″ N, 7° 6′ 25″ O             | Pflasterung                      | | 36045772 |                |
| Turmstraße 9 52° 17′ 32″ N, 7° 6′ 27″ O           | Annakirche (Glockenturm)         | | 36044659 | Weitere Bilder |
| Waldseiter Straße 52° 18′ 28″ N, 7° 6′ 42″ O      | Stellwerk „GF“ Bahnhof Gildehaus | | 36046215 |                |
| Waldseiter Straße 1 52° 17′ 38″ N, 7° 6′ 21″ O    | Wohnhaus                         | | 36044686 | BW             |
| Waldseiter Straße 15 52° 17′ 43″ N, 7° 6′ 30″ O   | Textilfabrik Gebrüder Hoon       | | 36044712 |                |
| Waldseiter Straße 103 52° 18′ 25″ N, 7° 6′ 53″ O  | Gasthaus                         | | 36044739 |                |